# X-Men Origins: Wolverine
X-Men Origins: Wolverine is een Amerikaanse film uit 2009, gebaseerd op het Marvel Comics' personage Wolverine. De film vormt een prequel op de eerste X-Men-film. Net als in de andere X-Men-films wordt de rol van Wolverine gespeeld door Hugh Jackman. De film werd geregisseerd door Gavin Hood.

## Verhaal
De film begint in het jaar 1845, wanneer de jonge James Howlett ziet hoe zijn vader, John Howlett, wordt gedood door Victor Creeds vader Thomas Logan. Uit wraak doodt de jonge James Thomas Logan met behulp van zijn botklauwen. Net voor hij overlijdt, onthult Thomas dat James ook een zoon van hem is. James en Victor vluchten samen weg en beloven op elkaar te zullen letten. In de jaren erop vechten de twee samen in de Amerikaanse Burgeroorlog, Eerste Wereldoorlog, Tweede Wereldoorlog en ten slotte de Vietnamoorlog. Hun kracht om te regenereren houdt hen al die jaren jong en voorkomt dat ze in de gevechten omkomen. Victor krijgt echter steeds meer last van beestachtige trekjes, zoals enorme woedeaanvallen. Uiteindelijk loopt de situatie uit de hand en doodt hij een van zijn bevelhebbers. Victor en James worden beiden ter dood veroordeeld maar overleven het vuurpeloton door hun krachten.
William Stryker ziet de twee mutanten in hun gevangenis en biedt hen een plaats aan in Team X, zijn eliteteam mutanten. Dit team bestaat verder uit Fred Dukes, John Wraith, Chris Bradley, Agent Zero en de huurmoordenaar Wade Wilson. Beiden voegen zich bij de groep, maar James trekt zich weer terug wanneer de groep een bloedige aanval uitvoert op een dorp om zo een bijzondere meteoor in handen te krijgen.
Zes jaar later werkt James, die nu enkel zijn achternaam gebruikt, Logan, als houthakker in Canada. Hij woont bij zijn vriendin Kayla Silverfox. Op een avond vertelt Kayla aan James een verhaal over de maan. Ze vertelt ook over de naam Wolverine, een Engels woord voor veelvraat. Stryker neemt de volgende dag weer contact op met James en waarschuwt hem ervoor dat iemand bezig is de leden van het nu opgeheven Team X te doden. Deze moordenaar blijkt Victor te zijn. Hij heeft Wade en Bradley al gedood. James gelooft Stryker niet, totdat James de volgende dag Kayla dood in het bos aantreft. James gaat die avond bij de kroeg het gevecht aan met Victor. James verliest.
Opeens wordt James in het ziekenhuis wakker en treft hij Stryker aan. Stryker vraagt om samen Victor tegen te houden. Logan stemt erin toe om Stryker te helpen. Stryker neemt Logan mee naar zijn geheime lab. Stryker laat een operatie uitvoeren om Logans skelet te bedekken met een laag adamantium, een onverwoestbaar metaal verkregen uit de meteoor. Tevens neemt Logan de naam Wolverine aan, een bloeddorstig soort marter. Wolverine hoort echter dat Stryker na de operatie zijn geheugen wil laten wissen, en vlucht.
Hij komt na een tijd aan op een boerderij. De boer geeft James kleren, omdat hij tijdens en na de operatie geen kleren aan had. De volgende dag wordt de boerderij aangevallen door Agent Zero, waarbij hij de boer en zijn vrouw doodt. James is nog maar net op de motor weggereden of de boerderij ontploft.
Achtervolgd door Agent Zero vlucht Wolverine naar Las Vegas. Daar vindt hij John Wraith en Fred Dukes, die hem vertellen dat Team X een aantal mutanten heeft gevangen voor experimenten. Een van die mutanten is Remy LeBeau, alias Gambit. Hij heeft kunnen ontsnappen uit Strykers lab, en kent als enige de locatie. Ook onthult Dukes dat Victor nog steeds voor Stryker werkt, en in zijn opdracht de leden van Team X heeft gedood. Op datzelfde moment vangt Stryker met Victors hulp de jonge Scott Summers.
Wolverine en Wraith sporen Gambit op in New Orleans. Gambit denkt dat Wolverine is gekomen om hem weer te vangen, maar dit misverstand wordt rechtgezet na tussenkomst van Victor. Na een hevig gevecht stemt Gambit erin toe James mee te nemen naar de gevangenis. Gambit neemt Wolverine mee naar de gevangenis voor mutanten op Three Mile Island. Wolverine confronteert Stryker, en ontdekt dat Silverfox nog leeft (Victor had haar dood in scène gezet). Ze werkt voor Stryker om haar zus, Emma Frost, vrij te krijgen. Victor valt Silverfox aan uit woede dat Stryker hem niet de adamantiumbehandeling wil laten ondergaan, maar Wolverine redt haar. Uit dank toont ze hem de gevangen mutanten, en Wolverine bevrijdt hen.
In paniek wil Stryker zijn nieuwe wapen activeren, Weapon XI (een operatief aangepaste Wade; Deadpool ). Wolverine vecht met Weapon XI, terwijl de andere mutanten ontsnappen. De groep wordt buiten opgepikt door een helikopter van professor Charles Xavier, die hen een plek aanbiedt op zijn school. Wolverine delft ondertussen het onderspit in de strijd met Weapon XI, maar Victor komt zijn broer te hulp. Samen verslaan ze Weapon XI, en daarna gaan Wolverine en Victor elk hun eigen weg.
Wolverine vindt Kayla en ze gaan samen naar het vliegtuig van Gambit. Totdat Stryker Wolverine neerschiet met een adamantiumkogel. De kogel boort zich in Wolverines hersenen, en veroorzaakt volledig geheugenverlies. Silverfox gebruikt haar krachten om Stryker te verjagen, en sterft dan aan haar verwondingen.

## Rolverdeling
| Acteur              | Personage                         |
| ------------------- | --------------------------------- |
| Hugh Jackman        | James Howlett / Logan / Wolverine |
| Troye Sivan         | Jonge James Howlett               |
| Liev Schreiber      | Victor Creed / Sabretooth         |
| Michael-James Olsen | jonge Victor Creed                |
| Danny Huston        | William Stryker                   |
| Lynn Collins        | Kayla Silverfox                   |
| Taylor Kitsch       | Remy LeBeau / Gambit              |
| will.i.am           | John Wraith                       |
| Kevin Durand        | Frederick J. Dukes / The Blob     |
| Daniel Henney       | David North / Agent Zero          |
| Dominic Monaghan    | Chris Bradley / Bolt              |
| Tim Pocock          | Scott Summers                     |
| Tahyna MacManus     | Emma Frost                        |
| Ryan Reynolds       | Wade Wilson/ Deadpool             |
| Scott Adkins        | Weapon XI (onvermeld)             |
| Asher Keddie        | Dr. Carol Frost                   |
| Max Cullen          | Travis Hudson                     |
| Julia Blake         | Heather Hudson                    |
| Patrick Stewart     | Charles Xavier (onvermeld)        |

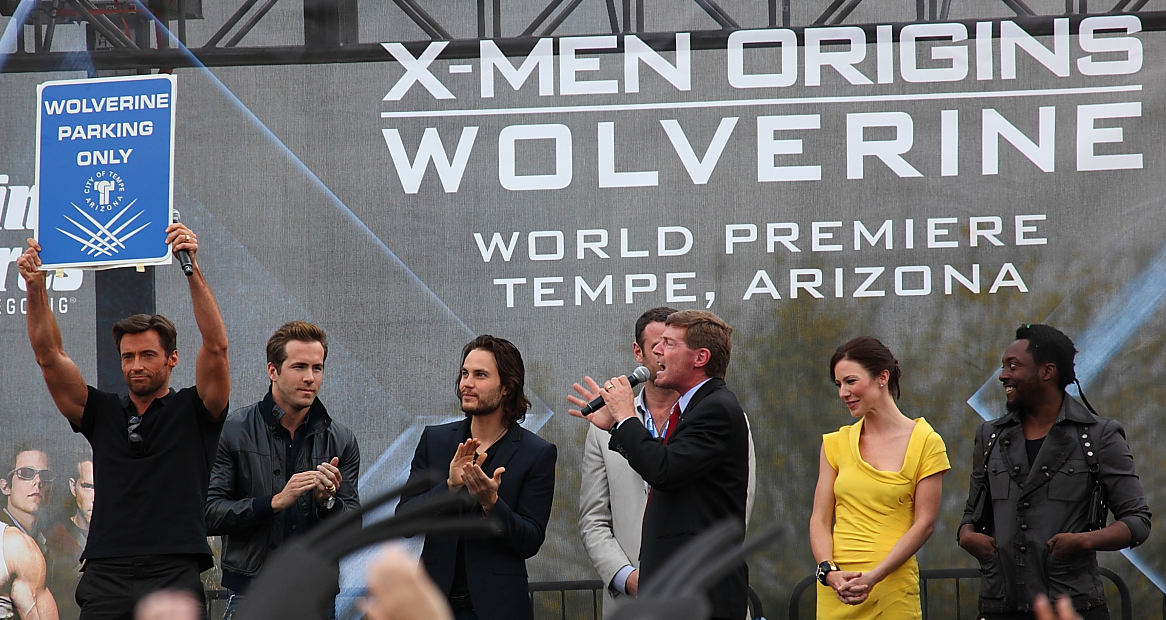
Hugh Jackman, Ryan Reynolds, Taylor Kitsch, Liev Schreiber (verborgen), Tempe mayor Hugh Hallman, Lynn Collins en will.i.am bij de première in Tempe, Arizona

Ook komen er een aantal jonge mutanten in de film voor:
- Storm
- Quicksilver
- Banshee
- Jason Stryker

## Achtergrond

### Scenario
David Benioff werd ingehuurd om het scenario voor Wolverine te schrijven. Volgens Hugh Jackman was Benioff op 1 september 2006, al bezig met de derde versie van het scenario. Hugh Jackman was zelf ook bij het schrijven van het scenario betrokken. Op 15 oktober 2006 was het scenario van Benioff voltooid, maar Jackman maakte bekend dat het filmen nog even op zich zou laten wachten. Daarna werden James Vanderbilt en Scott Silver ingehuurd om het script te herschrijven.

### Opnames
De opnames begonnen eind 2007 in Fox Studios Australia (in Sydney). Ook werd er opgenomen in Dunedin, Nieuw-Zeeland. Er waren wat problemen bij het filmen van scènes rond een meer in Queenstown vanwege de explosies die gebruikt zouden gaan worden. De explosieven werden gebruikt voor een opname van de ontploffende Hudson boerderij; en scène die met vier camera's moest worden opgenomen.
De opnames werden voortgezet bij Fox en in New Orleans. Cockatoo Island werd gebruikt voor de scènes in Strykers basis. De enorme gebouwen daar bespaarden namelijk de kosten van een digitaal getekende set.

### Muziek
De muziek voor de film werd gecomponeerd door Harry Gregson-Williams, met extra muziek door Halli Cauthery en Christopher Willis. De filmmuziek van X-Men Origins: Wolverine werd gemixt door Malcolm Luker, en bevat werk van Martin Tillman op een elektrische cello.

### Uitgelekte versie
Op 31 maart 2009, lekte een volledige werkversie van de film uit op internet. Enkele effecten waren nog niet voltooid, en er werden andere geluidseffecten en een tijdelijk geluidsspoor gebruikt. De studio beweerde de bron van waar de film zou zijn uitgelekt te kunnen vinden door forensische markeringen op de film. De FBI en MPAA begonnen een onderzoek naar de illegale verspreiding van de film.

### Ontvangst
De film beleefde zijn première op 29 april 2009. Sinds 8 mei 2009 heeft de film in de Verenigde Staten zo'n $95.000.000 opgebracht, en $178.861.359 wereldwijd.
X-Men Origins Wolverine kreeg gemengde reacties. Het verhaal en de speciale effecten werden bekritiseerd. Ook de wijze waarop het karakter Deadpool in de film werd afgebeeld, werd slecht ontvangen bij de fans. Maar Hugh Jackman werd geprezen als Wolverine.